# Winter Fall
"Winter Fall" é o nono single da banda japonesa L'Arc~en~Ciel, lançado em 28 de janeiro de 1998. Atingiu a primeira posição na Oricon Singles Chart, se tornando o primeiro single número 1 da banda. O single foi relançado em 30 de agosto de 2006.

## Faixas
Todas as letras escritas por Hyde, todas as músicas compostas por Ken. Os títulos das faixas são estilizados em minúsculas.
| N.º            | Título                           | Duração |  |
| 1.             | "Winter Fall"                    | 4:55    |  |
| 2.             | "Metropolis"                     | 4:24    |  |
| 3.             | "Winter Fall" (Hydeless Version) | 4:51    |  |
| Duração total: | Duração total:                   | 14:11   |  |

## Ficha técnica
- Hyde – vocais
- Ken – guitarra
- Tetsu – baixo
- Yukihiro – bateria

## Desempenho
| Parada (1998) | Melhor posição |
| ------------- | -------------- |
| Oricon        | #1             |